# Абду-ль-Баки аз-Зуркани
Абу Мухаммад Абду-ль-Баки ибн Юсуф аз-Зуркани (араб. أبو محمد بد الباقي بن يوسف الزرقاني‎; 1611[…] — 1688[…]) — исламский ученый-богослов из Египта. Преподавал в аль-Азхаре. Автор комментария к «Мухтасар Халиль» аль-Джунди, аннотированного Мухаммадом аль-Баннани (1701—1780) под названием «аль-Фатх ар-Раббани».

## Биография
Его полное: Абу Мухаммад Абд аль-Баки ибн Юсуф ибн Ахмад ибн Мухаммад ибн Ульван аз-Зуркани аль-Вафаи.
Родился и вырос в Каире в 1611. Родом из деревни Зуркан в провинции аль-Мануфийя в Нижнем Египте. Происходил и из семьи, известной своими учёными-богословами. Обучался у Нуру-д-дина аль-Уджури, Ясина аль-Химси, Нуру-д-дина аш-Шабрамаллиси, Шамсу-д-дина аль-Бабили, Бурхану-д-дина Ибрахима аль-Лякани, Султана аль-Маззахи аль-Азхари и др. Был последователем шазалийского тариката.
Получив разрешение от своих учителей, он начал читать лекции в мечети аль-Азхар. Среди его учеников были: его сын Мухаммада аз-Зуркани, Ахмад ан-Нафрави, Абу Абдуллах Мухаммад ас-Саффар аль-Кайравани, Ибн Хамза и др.

## Труды
- Шарх Мухтасар Халиль
- аль-Фаваид аз-закийя фи халли альфази Мукаддимат аль-‘Иззийя
- Шарх Мукаддимат аль-‘Ашмавийя
- Шарх ар-Рисаля
- Хашия (Шарх) ‘аля Шарх аль-Лякани ли хутбати Мухтасар аль-Халиль
- ан-Нафхату ар-рахманийя фи тараджим ас-садат аль-Вафаийя